# Héron de Byzance
Pour les articles homonymes, voir Héron (homonymie).

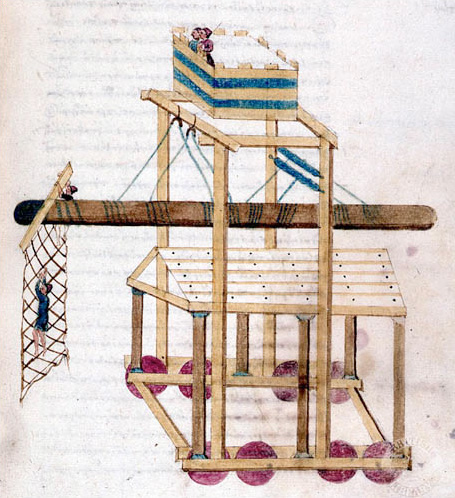
Dessin d'une tour de siège

Héron de Byzance (ou Héron de Constantinople, ou encore Héron le Jeune) est le nom traditionnement donné à un ingénieur et géomètre byzantin du Xe siècle, auteur d'un traité sur les machines de siège (Poliorcétique, en grec Παραγγέλματα πολιορκητικά) et d'un autre sur l'utilisation militaire de la dioptre (instrument servant à mesurer les hauteurs et les distances) intitulé improprement Géodésie (Γεωδαισία). Il avait aussi écrit, entre autres, un traité, perdu, Sur la position des cadrans solaires. Le nom d'Héron, figurant dans le titre de manuscrits tardifs, fait référence à Héron d'Alexandrie, cité comme source par l'auteur, en fait anonyme.
Il existe pour les deux traités un seul manuscrit médiéval conservé, le Vaticanus gr. 1605, du XIe siècle, avec 58 folios (les dix autres manuscrits grecs subsistants étant des copies modernes, depuis le XVIe siècle). De l'auteur, on sait qu'il a effectué des exercices de mesure à l'Hippodrome de Constantinople et qu'il a eu accès au balcon du palais du Boukoléôn. C'était un lettré qui avait lu Platon, Plotin, Porphyre et Flavius Josèphe. Les mécaniciens antiques qu'il utilise comme sources sont : Apollodore de Damas, Athénée le Mécanicien, Philon de Byzance, Héron d'Alexandrie, Biton le Mécanicien. L'objectif affiché est de présenter de façon simple et accessible les travaux de ces auteurs antiques, qui sont paraphrasés. La nomenclature technique est actualisée et des exemples ajoutés. La Géodésie contient une vérification de l'écart angulaire entre deux étoiles, Régulus et Lampauras, qui permet de la dater : les longitudes données par la Grande Syntaxe de Ptolémée sont actualisées de 8°, ce qui correspond à huit siècles de précession des équinoxes (1° par siècle), soit le milieu du Xe siècle (938 en principe).
Le texte du manuscrit est accompagné de 38 illustrations, dessins réalistes à but pédagogique, originaux par rapport aux modèles antiques.
Les deux traités furent publiés pour la première fois en traduction latine par Francesco Barozzi en 1572 (sous les titres De machinis bellicis et De geodæsia). Le texte grec et une traduction française ont été donnés en 1854 par Thomas-Henri Martin (dans ses Recherches sur la vie et les ouvrages d'Héron d'Alexandrie, disciple de Ctésibius, et sur tous les ouvrages mathématiques grecs, conservés ou perdus, publiés ou inédits, qui ont été attribués à un auteur nommé Héron).

## Édition
- Denis F. Sullivan (éd.), Siegecraft, Two Tenth-Century Instructional Manuals by "Heron of Byzantium" (Dumbarton Oaks Studies XXXVI), Washington DC, 2000.